# Anastasia Rodionova
Anastasia Ivanovna Rodionova (Russisch: Анастасия Ивановна Родионова) (Tambov, 12 mei 1982) is een tennisspeelster uit Rusland – zij bezit ook de Australische nationaliteit. Zij is de oudere zus van Arina Rodionova, die ook tennis speelt. Anastasia kwam sinds Wimbledon 2008 op de grandslamtoernooien uit voor Australië, hoewel zij van geboorte Russin is. Op de WTA-toernooien bleef zij tot en met 2009 voor Rusland spelen – sinds januari 2010 kwam zij volledig voor Australië uit.
In november 2018 trad zij in het huwelijk met Cagri Saner, een uit Turkije afkomstig voormalig tennisser – zij wonen in Boca Raton (Florida). Na het Australian Open 2019 speelde zij tweeënhalf jaar niet; begin september 2019 kreeg zij een zoon – in augustus 2021 begon zij weer met professioneel tennis.
In het dubbelspel heeft zij dertien ITF-toernooien op haar naam geschreven, en in 2000 was zij Russisch kampioen bij de junioren in het enkel- en dubbelspel. In 2003 speelde zij samen met Andy Ram in de gemengd-dubbelspelfinale van Wimbledon. Zij wisselde vaak van dubbelspelpartner, en raakte dus met niemand echt goed ingespeeld. Niettemin won zij elf WTA-titels in het dubbelspel, waarvan vijf met Russin Alla Koedrjavtseva.

## Speelstijl
Hoewel Rodionova lang in het WTA-circuit actief was, is zij in het enkelspel nooit echt doorgebroken. Haar forehand is haar beste slag en zij is sterk aan het net, maar zij raakt snel gefrustreerd en heeft moeite om kalm te blijven. Haar opslag is oké, maar zeker geen wapen.

## Posities op deWTA-ranglijst
Positie per einde seizoen:
| jaar | rang enkelspel | rang dubbelspel |
| ---- | -------------- | --------------- |
| 1997 | 793            | 614             |
| 1998 | 473            | 558             |
| 1999 | 355            | 433             |
| 2000 | 234            | 390             |
| 2001 | 193            | 125             |
| 2002 | 117            | 107             |
| 2003 | 165            | 137             |
| 2004 | 215            | 97              |
| 2005 | 167            | 79              |
| 2006 | 82             | 56              |
| 2007 | 79             | 61              |
| 2008 | 97             | 40              |
| 2009 | 97             | 44              |
| 2010 | 63             | 26              |
| 2011 | 108            | 28              |
| 2012 | 134            | 23              |
| 2013 | 161            | 25              |
| 2014 | 183            | 18              |
| 2015 | 228            | 47              |
| 2016 | 791            | 40              |
| 2017 | 388            | 47              |
| 2018 | 1123           | 52              |
| 2019 | –              | 1207            |

## Palmares
| Legenda                | Legenda                  |
| ---------------------- | ------------------------ |
| Grandslamtoernooi      |                          |
| Olympische Spelen      |                          |
| Year-End Championships |                          |
| tot 2009               | 2009 – 2020 / vanaf 2021 |
| Tier I                 | Premier Mandatory        |
| Tier II                | Premier Five / WTA 1000  |
| Tier III               | Premier / WTA 500        |
| Tier IV & V            | International / WTA 250  |
|                        | Challenger / WTA 125     |

### WTA-finaleplaatsen enkelspel
geen

### WTA-finaleplaatsen dubbelspel
| nr.                                 | finale     | toernooi         | ondergrond    | partner              | tegenstandsters                               | score            |         |
| ----------------------------------- | ---------- | ---------------- | ------------- | -------------------- | --------------------------------------------- | ---------------- | ------- |
| gewonnen finales vrouwendubbelspel  |            |                  |               |                      |                                               |                  |         |
| 1.                                  | 2005-11-06 | WTA Québec       | tapijt (i)    | Jelena Vesnina       | Līga Dekmeijere Ashley Harkleroad             | 6-7, 6-4, 6-2    | details |
| 2.                                  | 2007-05-06 | WTA Estoril      | gravel        | Andreea Ehritt-Vanc  | Lourdes Domínguez Lino Arantxa Parra Santonja | 6-3, 6-2         | details |
| 3.                                  | 2010-06-19 | WTA Rosmalen     | gras          | Alla Koedrjavtseva   | Vania King Jaroslava Sjvedova                 | 3-6, 6-3, [10-6] | details |
| 4.                                  | 2012-02-12 | WTA Pattaya      | hardcourt     | Sania Mirza          | Chan Hao-ching Chan Yung-jan                  | 3-6, 6-1, [10-8] | details |
| 5.                                  | 2013-01-05 | WTA Auckland     | hardcourt     | Cara Black           | Julia Görges Jaroslava Sjvedova               | 2-6, 6-2, [10-5] | details |
| 6.                                  | 2013-09-15 | WTA Québec       | tapijt (i)    | Alla Koedrjavtseva   | Andrea Hlaváčková Lucie Hradecká              | 6-4, 6-3         | details |
| 7.                                  | 2014-01-04 | WTA Brisbane     | hardcourt     | Alla Koedrjavtseva   | Kristina Mladenovic Galina Voskobojeva        | 6-3, 6-1         | details |
| 8.                                  | 2014-02-22 | WTA Dubai        | hardcourt     | Alla Koedrjavtseva   | Raquel Kops-Jones Abigail Spears              | 6-2, 5-7, [10-8] | details |
| 9.                                  | 2014-10-12 | WTA Tianjin      | hardcourt     | Alla Koedrjavtseva   | Sorana Cîrstea Andreja Klepač                 | 6-7, 6-2, [10-8] | details |
| 10.                                 | 2016-06-25 | WTA Eastbourne   | gras          | Darija Jurak         | Chan Hao-ching Chan Yung-jan                  | 5-7, 7-6, [10-6] | details |
| 11.                                 | 2017-03-04 | WTA Acapulco     | hardcourt     | Darija Jurak         | Verónica Cepede Royg Mariana Duque Mariño     | 6-3, 6-2         | details |
| verloren finales vrouwendubbelspel  |            |                  |               |                      |                                               |                  |         |
| 1.                                  | 2001-07-29 | WTA Sopot        | gravel        | Joelija Bejhelzymer  | Joannette Kruger Francesca Schiavone          | 4-6, 0-6         | details |
| 2.                                  | 2005-10-09 | WTA Tasjkent     | hardcourt     | Galina Voskobojeva   | Maria Elena Camerin Émilie Loit               | 3-6, 0-6         | details |
| 3.                                  | 2006-02-19 | WTA Bangalore    | hardcourt     | Jelena Vesnina       | Liezel Huber Sania Mirza                      | 3-6, 3-6         | details |
| 4.                                  | 2007-05-20 | WTA Fez          | gravel        | Andreea Ehritt-Vanc  | Vania King Sania Mirza                        | 1-6, 2-6         | details |
| 5.                                  | 2007-10-07 | WTA Tasjkent     | hardcourt     | Tatjana Poetsjek     | Katsjarina Dzehalevitsj Anastasija Jakimava   | 6-2, 4-6, [7-10] | details |
| 6.                                  | 2010-02-28 | WTA Kuala Lumpur | hardcourt     | Arina Rodionova      | Chan Yung-jan Zheng Jie                       | 7-6, 2-6, [7-10] | details |
| 7.                                  | 2010-05-23 | WTA Straatsburg  | gravel        | Alla Koedrjavtseva   | Alizé Cornet Vania King                       | 6-3, 4-6, [7-10] | details |
| 8.                                  | 2011-10-23 | WTA Moskou       | hardcourt (i) | Galina Voskobojeva   | Vania King Jaroslava Sjvedova                 | 6-7, 3-6         | details |
| 9.                                  | 2013-10-20 | WTA Moskou       | hardcourt (i) | Alla Koedrjavtseva   | Svetlana Koeznetsova Samantha Stosur          | 1-6, 6-1, [8-10] | details |
| 10.                                 | 2014-02-02 | WTA Pattaya      | hardcourt     | Alla Koedrjavtseva   | Peng Shuai Zhang Shuai                        | 6-3, 6-7, [6-10] | details |
| 11.                                 | 2015-03-08 | WTA Monterrey    | hardcourt     | Arina Rodionova      | Gabriela Dabrowski Alicja Rosolska            | 3-6, 6-2, [3-10] | details |
| 12.                                 | 2016-03-19 | WTA San Antonio  | hardcourt     | Klaudia Jans-Ignacik | Anna-Lena Grönefeld Nicole Melichar           | 1-6, 3-6         | details |
| 13.                                 | 2016-07-24 | WTA Stanford     | hardcourt     | Darija Jurak         | Raquel Atawo Abigail Spears                   | 3-6, 4-6         | details |
| 14.                                 | 2018-05-26 | WTA Straatsburg  | gravel        | Nadija Kitsjenok     | Mihaela Buzărnescu Raluca Olaru               | 5-7, 5-7         | details |
| verloren finales gemengd dubbelspel |            |                  |               |                      |                                               |                  |         |
| 1.                                  | 2003-07-06 | Wimbledon        | gras          | Andy Ram             | Martina Navrátilová Leander Paes              | 3-6, 3-6         | details |

## Resultaten grandslamtoernooien
| Legenda | Legenda                          |
| ------- | -------------------------------- |
| g.t.    | geen toernooi gehouden           |
| l.c.    | lagere categorie                 |
| –       | niet deelgenomen                 |
| G       | uitgeschakeld in de groepsfase   |
| 1R      | uitgeschakeld in de eerste ronde |
| 2R      | uitgeschakeld in de tweede ronde |
| 3R      | uitgeschakeld in de derde ronde  |
| 4R      | uitgeschakeld in de vierde ronde |
| KF      | uitgeschakeld in de kwartfinale  |
| HF      | uitgeschakeld in de halve finale |
| F       | de finale verloren               |
| W       | het toernooi gewonnen            |
| w-v     | winst/verlies-balans             |

### Enkelspel
| Australian Open | –  | –  | 2R | 2R | 1R | 1R | 1R | 1R | –  | 2-6 |
| Roland Garros   | –  | 1R | 1R | 1R | –  | 3R | 3R | 1R | –  | 4-6 |
| Wimbledon       | 1R | 2R | 1R | 1R | –  | 3R | 1R | 1R | –  | 3-7 |
| US Open         | –  | 3R | 2R | 1R | 3R | 2R | 1R | 2R | 2R | 8-8 |

### Vrouwendubbelspel
| toernooi        | 2002 | 2003 | 2004 | 2005 | 2006 | 2007 | 2008 | 2009 | 2010 | 2011 | 2012 | 2013 | 2014 | 2015 | 2016 | 2017 | 2018 | 2019 |
| --------------- | ---- | ---- | ---- | ---- | ---- | ---- | ---- | ---- | ---- | ---- | ---- | ---- | ---- | ---- | ---- | ---- | ---- | ---- |
| Australian Open | 1R   | 1R   | 1R   | 1R   | 2R   | 1R   | 2R   | 2R   | 3R   | KF   | 2R   | 3R   | 1R   | 2R   | KF   | 1R   | 3R   | 1R   |
| Roland Garros   | 1R   | 1R   | –    | –    | 2R   | 2R   | 2R   | 3R   | 1R   | KF   | KF   | 3R   | 1R   | 3R   | 1R   | 2R   | 2R   | –    |
| Wimbledon       | KF   | 1R   | 2R   | 1R   | 2R   | 1R   | 1R   | 2R   | 1R   | KF   | 2R   | 1R   | KF   | 2R   | 2R   | 1R   | 2R   | –    |
| US Open         | 1R   | –    | 1R   | –    | 2R   | 1R   | 3R   | 2R   | HF   | 1R   | 2R   | 2R   | 3R   | 2R   | 2R   | 2R   | 1R   | –    |

### Gemengd dubbelspel
| toernooi        | 2002 | 2003 | 2004 |    | 2006 | 2007 | 2008 | 2009 | 2010 | 2011 | 2012 | 2013 | 2014 | 2015 | 2016 | 2017 | 2018  | w-v |
| --------------- | ---- | ---- | ---- | -- | ---- | ---- | ---- | ---- | ---- | ---- | ---- | ---- | ---- | ---- | ---- | ---- | ----- | --- |
| Australian Open | –    | –    | –    | –  | –    | –    | 2R   | 1R   | KF   | 1R   | 1R   | 2R   | 1R   | 1R   | –    | –    | 4-8   |     |
| Roland Garros   | –    | –    | –    | –  | 1R   | –    | 2R   | –    | 1R   | 1R   | 2R   | 1R   | KF   | –    | 1R   | –    | 4-8   |     |
| Wimbledon       | 1R   | F    | 3R   | 1R | –    | 1R   | 2R   | 1R   | 2R   | 1R   | 1R   | KF   | 3R   | 3R   | 2R   | 2R   | 17-15 |     |
| US Open         | –    | –    | –    | 2R | –    | –    | –    | –    | 1R   | KF   | 1R   | 2R   | KF   | 1R   | HF   | –    | 9-8   |     |